# 貴人張氏 (朝鮮高宗)
貴人張氏，朝鮮高宗的後宮嬪御，本贯德水。本是明成皇后之至密內人，後調到高宗身邊為梳洗內人，並為高宗寵幸升為承恩尚宮，後生下義和君李堈（後封義親王），但她生前並未能成為正式嬪御。

## 生平
張氏本貫德水，仁宣王后是她的族人，而張氏是仁宣王后兄長張善瀓的後代。族譜的紀錄存在矛盾：其中記載她是張錫鼎（1736－1796）的女兒，但是從時間上來說不合理；她也有可能是張錫鼎曾孫女、父親是張左根（1819－？）。
张氏生前的记录少之又少，这些记录都指出她因得罪明成皇后而遭到迫害。日本方面资料记载，张氏本来是侍奉翼宗之妻赵大妃的宫女，在哲宗末年，王族兴宣君时常出入赵大妃寝宫，其间曾与张氏及另一名宫女徐氏通奸。不久后兴宣君执掌朝政，成为兴宣大院君，他只纳徐氏为妾，而拒纳张氏。张氏遂对此怀恨在心，后来她又联合明成皇后打倒大院君，一度成为了明成皇后的红人。然而她在1877年得到高宗恩宠、生下王子李堈以后，明成皇后大怒，把她逐出宮用匕首刺死。不过其兄张甲福（又名张殷奎）后曾被明成皇后派往日本刺杀开化党领袖金玉均。
朝鲜史料《梅泉野录》有如下记载：
|  | 義和君堈，尚宮張氏出也。堈生，明成恚之，杖利刃至張氏所，插刃于牖，呼曰：“受釰！”。張氏素力大，即一手握定釰柄，一手推牖出，僂伏乞命，䯻散雲垂，膚顏掩映。（明成）意憐之，投釰笑曰：“ 宜乎大殿之眷戀也！今不可殺，然不可處宮中！”呼力士縛之，剜陰溝兩傍肉，舁出于外。張氏依其兄弟十餘年，創蹇以死。 |

另外有说法是张氏在怀孕时就被逐出宫，李堈十岁时，张氏在南大门外的民宅中死去，并且传说是被明成皇后派人暗杀的。在当时，有一本名为《张嫔录》的谚文小说，在朝鲜城乡广泛流传，即讲述张氏惨遭明成皇后迫害，最后被逼死的故事。1895年2月5日，日本驻朝公使井上馨向本国政府报告了这部书的情况。
她在1900年被追赠为淑媛，1906年追赠为贵人；但是她也是高宗後宮中唯一沒有賜封堂號的人。